# مونسنيور هيبوليتو
مونسنيور هيبوليتو بلدية في ولاية بياوي في المنطقة الشمالية الشرقية من البرازيل.